# Yerupajá
Yerupajá är ett snötäckt berg i bergskedjan Huayhuash i mellersta Peru. Det är 6 634 (alternativt 6 617) meter högt, vilket gör den till den näst högsta toppen i Peru, efter Huascarán. Den första bestigningen till dess topp gjordes 1950 av Jim Maxwell och David Harrah.